# Joakim Wibbling
Joakim Wibbling, född 26 juni 1610, död 26 juni 1675, var en svensk borgmästare.

## Biografi
Wibbling föddes 1610. Han var son till adelsmannen Georg Wibbling och Magdalena Lembke. Wibbling arbetade som politieborgmästare i Söderköpings stad. Han avled 1675.

### Familj
Wibbling gifte sig första gången 1645 med Ingeborg Arvidsdotter (1618–1658). Hon var dotter till borgmästaren Arfwedh Larsson och Catharina Utter i Söderköping.
Wibbling gifte sig andra gången 1659 med Elisabet Palumba (1641–1675). Hon var dotter till kyrkoherden Samuel Palumbus i och Anna Jönsdotter Östra Husby församling. De fick tillsammans sonen landshövdingen Joakim Greiffenheim.